# Hydrellia amplecta
Hydrellia amplecta är en tvåvingeart som beskrevs av Deonier 1995. Hydrellia amplecta ingår i släktet Hydrellia och familjen vattenflugor.
Artens utbredningsområde är Minnesota. Inga underarter finns listade i Catalogue of Life.